# Тесендерло
Тесендерло (на нидерландски: Tessenderlo) е селище в Североизточна Белгия, окръг Хаселт на провинция Лимбург. Разположено е на канала Албер, на 25 km северозападно от град Хаселт. Населението му е около 16 800 души (2006).